# 10653 Witsen
10653 Witsen (6030 P-L) là một tiểu hành tinh nằm phía ngoài của vành đai chính được phát hiện ngày 24 tháng 9 năm 1960 bởi C. J. van Houten và I. van Houten-Groeneveld ở Đài thiên văn Palomar.